# Ecliptopera phaedropa
Ecliptopera phaedropa är en fjärilsart som beskrevs av Louis Beethoven Prout 1938. Ecliptopera phaedropa ingår i släktet Ecliptopera och familjen mätare. Inga underarter finns listade i Catalogue of Life.